# تمليح (طعم)

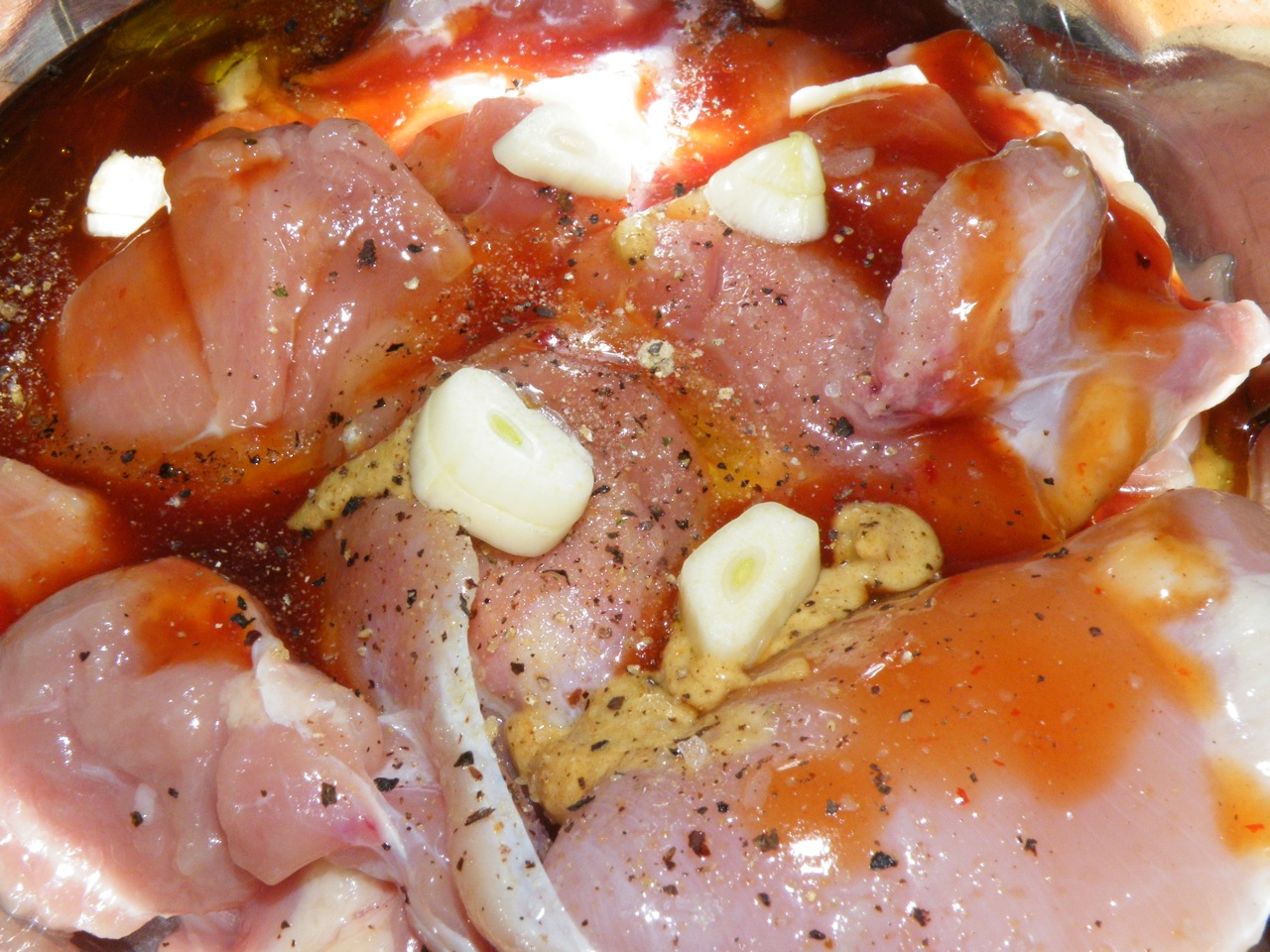
دجاج عليه مملح

التمليح في الطبخ هو عملية تتبيل الخضار أو اللحم بمخلوط بهارات مالح قبل طهيه، وكثيرا ما تكون هذه المرقة حمضية، أي أن التتبيل أعم من مجرد التمليح حيث تحتوي «المرقة» على توابل ومضافا إليها الملح . قد يكون المُمَلِّح، أي السائل المالح إما حمضيا (تحضر بمكونات مثل الخل والليمون والنبيذ إلخ) أو أنزيمي (تحضر بمكونات مثل الأناناس والببايا والزنجبيل إلخ). بالإضافة إلى هذه المكونات، المملِّح كثيرا ما يحتوي على زيوت وأعشاب وبهارات لازدياد تنكيه الطعام.
عامة ما يستعمل التمليح لتنكيه الطعام ولتليين قطع اللحم القاسية. العملية قد تستغرق دقائق مثلما عند تحضبر السلطات أو التبولة  أو أيام بغرض تليين اللحم وإعطائه نكهة مميزة. يستعمل التتبيل بوصفات مختلفة حسب دوق ربة البيت أو الطباخ في مطابخ مختلفة. مثلا، في المطبخ الهندي، المملح يحضر بخليط من البهارات أو كاري أو وما يسمى مصالحه ؛ و منها المصالحة الهندي، والمصالحة الباكستاني، والمصالحة الأفغاني.

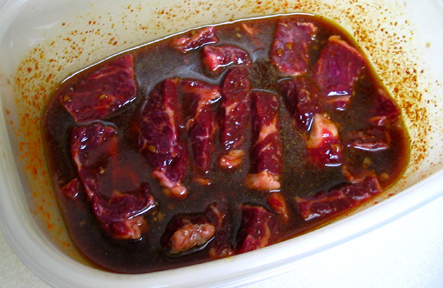
لحم بقري قيد عملية التمليح لطبق من المطبخ الكوري

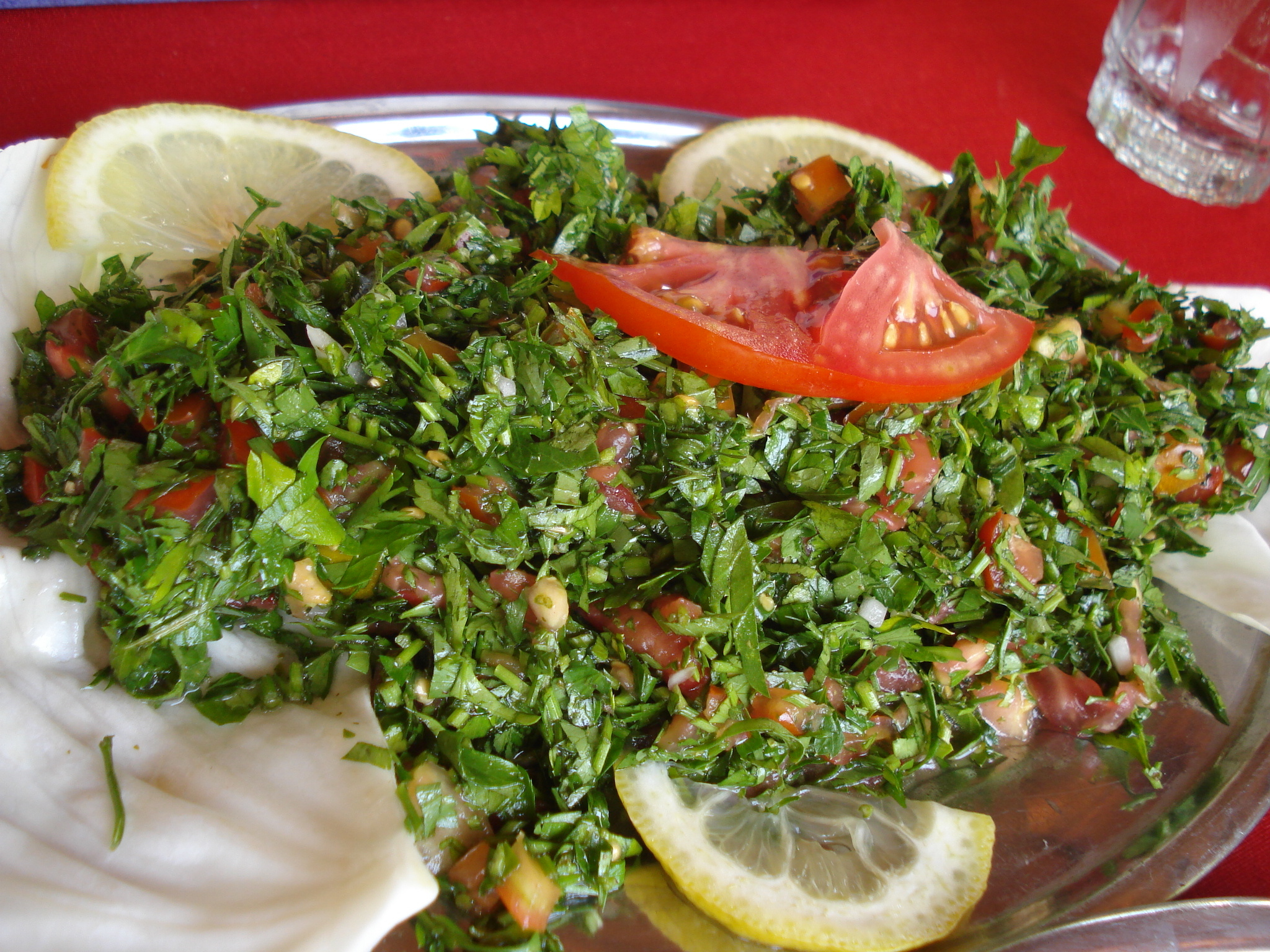
تبٌولة